# Joshua Primo
Joshua Lincoln Alexander Primo (Toronto, 2002. december 24. –) kanadai kosárlabdázó, aki legutóbb a National Basketball Associationben (NBA) szereplő San Antonio Spurs játékosa volt. Egyetemen az Alabama Crimson Tide csapatát képviselte.

## Profi pályafutás

### San Antonio Spurs (2021–2022)
Primót a 2021-es NBA-drafton a 12. helyen választotta a San Antonio Spurs. Szerepelt a csapat nyári ligás keretében. 2021. augusztus 11-én a San Antonio Spurs bejelentette, hogy leszerződtették a játékost. 2021. október 20-án Primo bemutatkozott az NBA-ben, öt percet játszva az Orlando Magic elleni mérkőzésen. Egy héttel később az NBA G-League-be küldte a csapat, az Austin Spurs csapatához. A legfiatalabb játékos volt a szezonban.
2022. október 28-án szerződést bontott vele a Spurs. Az ESPN-en kiadott közleményben Primo azt mondta, hogy mentális egészségével vannak problémák, korábban elszenvedett trauma miatt. Még ugyanazon nap estéjén az ESPN egy újabb cikkben azt írta, hogy a tényleges indok a szerződésbontás mögött az volt, hogy a játékos többször is meztelenül mutatkozott női dolgozók jelenlétében (például hotelekben), akik esetekben nem is a csapatnak dolgoztak.

## Statisztikák

### Egyetem
| Szezon  | Csapat  | JM | KM | JP/M | FG%  | 3P%  | FT%  | RPG | APG | SPG | BPG | PPG |
| ------- | ------- | -- | -- | ---- | ---- | ---- | ---- | --- | --- | --- | --- | --- |
| 2020–21 | Alabama | 30 | 19 | 22,5 | .431 | .381 | .750 | 3,4 | 0,8 | 0,6 | 0,3 | 8,1 |

### NBA
| Szezon  | Csapat            | JM | KM | JP/M | FG%  | 3P%  | FT%  | RPG | APG | SPG | BPG | PPG |
| ------- | ----------------- | -- | -- | ---- | ---- | ---- | ---- | --- | --- | --- | --- | --- |
| 2021–22 | San Antonio Spurs | 50 | 16 | 19,3 | .374 | .307 | .746 | 2,3 | 1,6 | 0,4 | 0,5 | 5,8 |
| 2022–23 | San Antonio Spurs | 4  | 0  | 23,3 | .346 | .250 | .778 | 3,3 | 4,5 | 0,3 | 0,5 | 7,0 |
| Karrier | Karrier           | 54 | 16 | 19,6 | .372 | .302 | .750 | 2,3 | 1,8 | 0,4 | 0,5 | 5,9 |